# オンシジウム・オルニソリンクム
オンシジウム・オルニソリンクム Oncidium ornithorhynchum は、オンシジウム属のランの一つ。この類では小型で、紫系の花色とよい香りをもつ。

## 特徴
常緑性の多年草で着生植物。この属では比較的小型種。偽鱗茎は卵形でやや扁平、長さ約5cm、先端には2枚の葉が着き、基部の苞にも葉状部がある。葉は長さ20-25cm、狭披針形でやや草質。
花期は秋から冬。花茎は基部の苞の内側から伸び、長さ30cmほどになり、円錐花序に多数花をつける。花茎をバルブの両側から出すことが多い。花は径2,5cmほど、萼片と側花弁はほぼ同型同大で同色。唇弁は大きく3裂し、側裂片は三角形、中裂片は倒心形、ないし腎臓型、つまり横長で先端がややくぼむ。唇弁中央基部にあるカルスは5列のとさか状の襞形で、その上に小突起がある。蕊柱の翼片は斧形から三角形。
花色には変異が多く、紫色から淡桃色まで、斑紋にも変異がある。唇弁のカルスは黄色。また、花には香りがある。

## 分布
メキシコからコスタリカまで、分布域は広い。

## 利用
洋ランとして栽培される。小型なのでミニオンシといわれるものの一つ。また、栽培も容易。また、甘い香りがあるのも魅力となっている。その香りはバニラに近く、甘い香りのランの代表的なものの一つとされる。

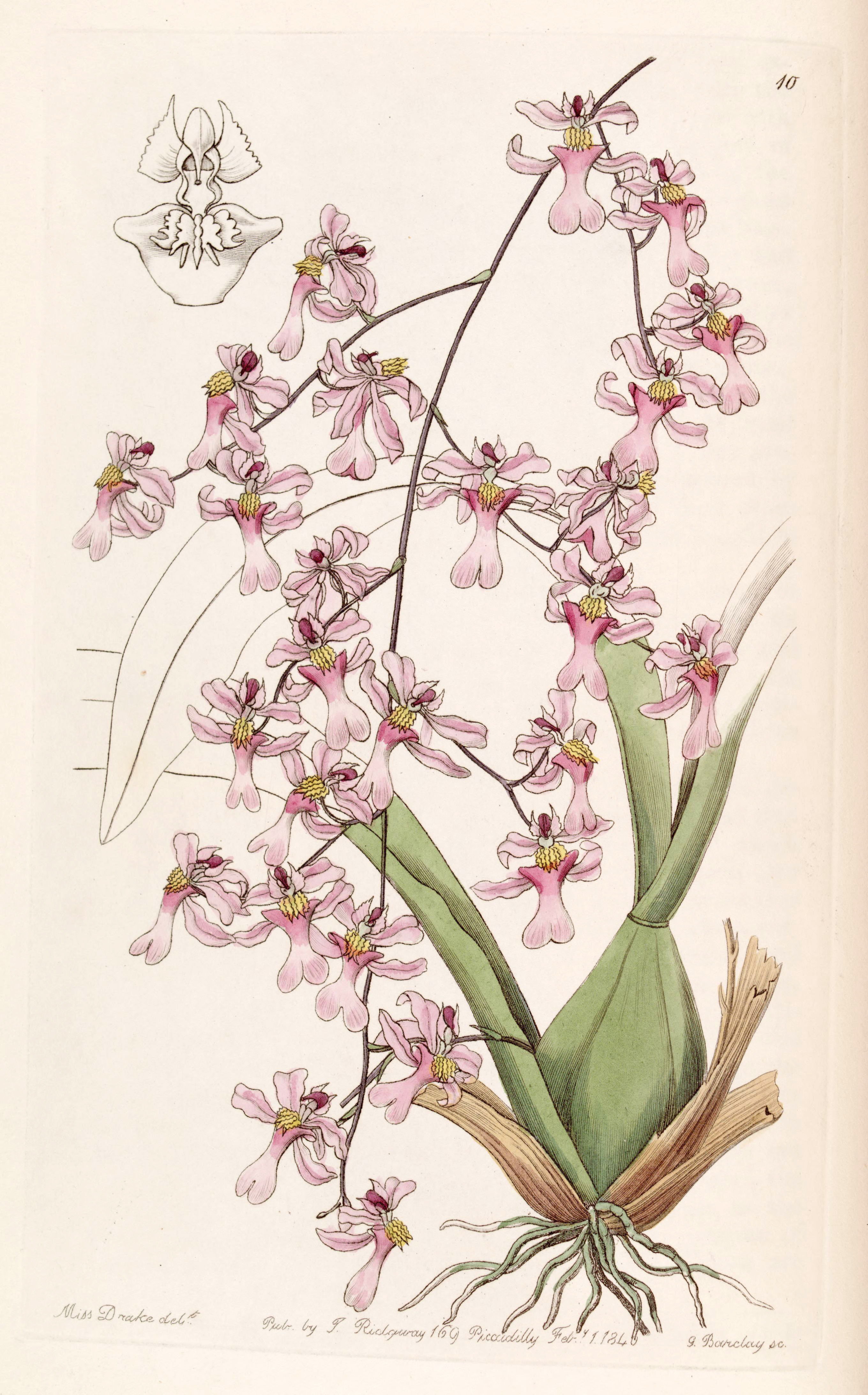
シデナム・エドワーズ『ボタニカル・レジスター』の図版
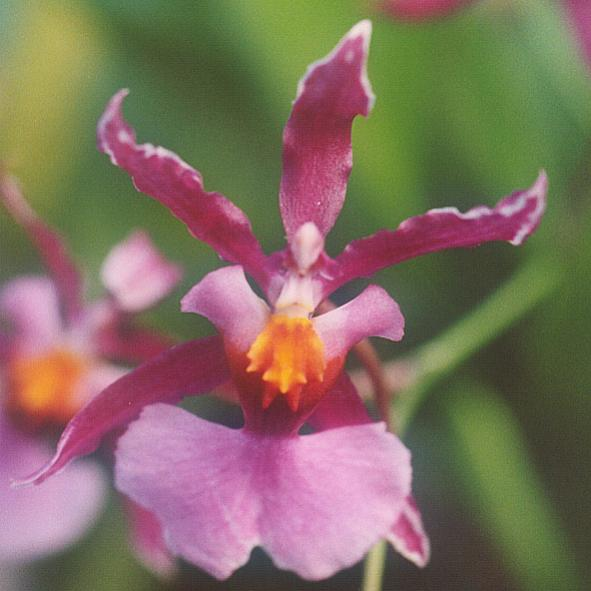
花